# Сан-Клементе (титулярная церковь)
Титулярная церковь Сан-Клементе (лат. Titulus Sancti Clementis) — титулярная церковь, которая впервые упоминается Святым Иеронимом в его «Житии Святого Климента», содержащемся в «De Viris illustribus», 15, «Patrologiae Latinae», 23, 663. Согласно каталогу Пьетро Маллио, составленному во время понтификата Александра III, титулярная церковь была связана с базиликой Санта-Мария-Маджоре и её священники по очереди служили в ней Мессу. Титул принадлежит базилике Сан-Клементе, расположенной в районе Рима Монти, на виа Лабикана 95, между Колизеем и Латеранской базиликой.

## Список кардиналов-священников титулярной церкви Сан-Клементе
- Ренато — (492 — до 494);
- Пьетро — (494 — до 499);
- Урбико — (499 — ?);
- Меркурий — (до 532 — 532);
- Меркурий Джовиано (или младший) — (537 — ?);
- Спечо (или Специозо) — (590 — ?);
- Кандидо — (590);
- Григорий старший — (упоминается в 721)[1];
- Григорий младший — (745? — ?);
- Григорий — (746? — ?);
- Сергий — (853 — ?);
- Иоанн — (993 — до 1012);
- Себастьян — (1012 — около 1021);
- Роберт — (1021 — около 1029);
- Бенедикт — (1029 — до 1049)[2];
- Гуго Простодушный, O.S.B. известный как Кандидо Бьянко — (1049 — 1061);
- Роман — (1061 — 1063);
- Пьетро Орсини — (1070 — около 1073);
- Раньеро Бьеда, O.S.B.Clun. — (1073 — 1078);
- Джанроберто Капицукки — (1088 — около 1095);
- Анастасий старший — (около 1095 — около 1097);
- Раниеро (или Райнальдо) — (около 1097 — около 1101);
- Асканио (или Арнальдо, или Ренальдо) — (1105 — около 1112);
- Анастасий младший — (1112 — 1125);
- Луиджи Лучиди — (1120? — ?);
- Уберто Ратта — (1125 — около 1138);
- Лучо Боэцио, O.S.B.Vall. — (1138 — около 1144);
- Бернардо, регулярный каноник Святого Фридиана Луккского — (1145 — 1158);
  - Эррико — (1161 — псевдокардинал антипапы Виктора IV;
  - Опизо — (1167 — псевдокардинал антипапы Пасхалии III;
- Вернаверо (или Вернавериус, или Верраверио) — (1170 — около 1178);
- Уго Пьерлеони — (1178 — около 1183);
- Пьетро Орсини — (1188);
- Джованни да Витербо — (1189 — 1199, назначен кардиналом-епископом Альбано);
  - вакантно (1199 — 1294);
- Гийом де Феррьер — (18 сентября 1294 — 7 сентября 1295, до смерти);
- Джакомо Томази Каэтани, O.F.M. — (17 декабря 1295 — 1 января 1300, до смерти);
  - вакантно (1300 — 1316);
- Бернар де Гарв — (1316 — 1328, до смерти);
- Пьер Бертран старший — (20 декабря 1331 — 23 июня 1349, до смерти);
- Хиль Альварес де Альборнос, C.R.S.A. — (17 декабря 1350 — декабрь 1356, назначен кардиналом-епископом Сабины);
- Гийом де Ла Жюжи — (1368 — 28 апреля 1374, до смерти);
- Пьер де Ла Монтр, O.S.B.Clun. — (20 декабря 1375 — 19 ноября 1376, до смерти);
- Жерар дю Пюи, O.S.B.Clun. — (3 февраля 1377 — 14 февраля 1389 — присягнул в повиновение антипапе Клименту VII в 1378 году);
- Пончелло Орсини — (18 сентября 1378 — 2 февраля 1395, до смерти);
  - Хайме Арагонский — (1389-1391 — псевдокардинал антипапы Климента VII);
  - Томмазо Амманнати — (ноябрь 1391 — 9 декабря 1396, до смерти — псевдокардинал антипапы Климента VII);
  - Беренгер де Англесола — (21 декабря 1397 — 29 мая 1406, назначен кардиналом-епископом Порто и Санта Руфина — псевдокардинал антипапы Бенедикта XIII);
- Габриэле Кондульмер, C.R.S.A. — (9 мая 1408 — 1426, назначен кардиналом-священником Санта-Мария-ин-Трастевере);
- Бранда Кастильоне — (6 июня 1411 — 14 марта 1431, назначен кардиналом-епископом Порто и Санта Руфина);
  - Хулиан Лобера-и-Вальтиерра — (22 мая 1423 — 16 августа 1429 — псевдокардинал антипапы Бенедикта XIII);
- Гуго де Лузиньян — (11 марта — 20 апреля 1431, назначен кардиналом-епископом Палестрины);
- Франческо Кондульмер — (19 сентября 1431 — апрель 1445, назначен кардиналом-епископом Порто и Санта Руфина);
- Энрико Рампини — (16 декабря 1446 — 4 июля 1450, до смерти);
  - вакантно (1450 — 1456);
- Джованни Кастильоне — (9 марта 1457 — 14 апреля 1460, до смерти);
- Бартоломео Роверелла — (30 января 1462 — 2 мая 1476, до смерти);
- Якопо Антонио Веньер — (3 декабря 1476 — 3 августа 1479, до смерти);
- Доменико делла Ровере — (13 августа 1479 — 22 апреля 1501, до смерти);
- Хайме Серра-и-Кау — (28 июня 1502 — 20 января 1511, назначен кардиналом-епископом Альбано);
- Франческо Арджентино — (17 марта — 23 августа 1511, до смерти);
  - вакантно (1511 — 1517);
- Джулио Медичи — (26 июня — 6 июля 1517, назначен кардиналом-священником Сан-Лоренцо-ин-Дамазо);
- Луиджи Росси — (6 июля 1517 — 20 августа 1519, до смерти);
- Доменико Джакобоцци — (20 августа 1519 — 2 июля 1527, до смерти);
- Андреа Маттео Пальмьери — (21 ноября 1527 — 20 января 1537, до смерти);
- Джироламо Гинуччи — (25 января 1537 — 3 июля 1541, до смерти);
- Джанпьетро Караффа — (6 июля 1541 — 24 сентября 1543, назначен кардиналом-священником Санта-Мария-ин-Трастевере);
- Родольфо Пио — (24 сентября 1543 — 17 октября 1544, назначен кардиналом-священником Санта-Мария-ин-Трастевере);
- Пьетро Бембо, O.S.Io.Hieros. — (17 октября 1544 — 19 января 1547, до смерти);
- Хуан Альварес-и-Альва де Толедо, O.P. — (24 января 1547 — 4 декабря 1551, в отставке);
- Джованни Баттиста Чикала — (4 декабря 1551 — 30 апреля 1565, назначен кардиналом-священником pro hac vice Сант-Агата-алла-Субурра);
- Джанантонио Капицукки — (7 ноября 1565 — 28 января 1569, до смерти);
- Луиджи Корнаро — (9 февраля 1569 — 9 июня 1570, назначен кардиналом-священником Сан-Марко);
- Джованни Антонио Сербеллони — (9 июня — 3 июля 1570, назначен кардиналом-священником pro illa vice Сант-Анджело-ин-Пескерия);
- Станислав Гозий — (3 июля 1570 — 9 июля 1578, назначен кардиналом-священником Сан-Пьетро-ин-Винколи);
- Джанфранческо Гамбара — (9 июля 1578 — 17 августа 1579, назначен кардиналом-священником Санта-Мария-ин-Трастевере);
- Маркус Ситтикус фон Гогенэмс — (17 августа 1579 — 5 декабря 1580, назначен кардиналом-священником Санта-Мария-ин-Трастевере);
- Альфонсо Джезуальдо — (5 декабря 1580 — 4 марта 1583, назначен кардиналом-епископом Альбано);
- Просперо Сантакроче — (4 марта 1583 — 2 марта 1589, назначен кардиналом-епископом Альбано);
- Винченцо Лауро — (2 марта 1589 — 17 декабря 1592, до смерти);
- Фламинио Пьятти — (15 марта 1593 — 10 июня 1596, назначен кардиналом-священником Сант-Онофрио);
- Джованни Франческо Бьяндрате ди Сан-Джорджо Альдобрандини — (21 июня 1596 — 16 июля 1605, до смерти);
- Карло Конти — (17 августа 1605 — 7 января 1613, назначен кардиналом-священником Санта-Приска);
- Жан де Бонзи — (20 июля 1615 — 3 марта 1621, назначен кардиналом-священником Сант-Эузебио);
- Дезидерио Скальа, O.P. — (3 марта 1621 — 9 февраля 1626, назначен кардиналом-священником Санти-XII-Апостоли);
- Джованни Доменико Спинола — (9 февраля 1626 — 30 апреля 1629, назначен кардиналом-священником Санта-Чечилия);
  - вакантно (1629 — 1637);
- Маркантонио Франчотти — (17 августа 1637 — 19 декабря 1639, назначен кардиналом-священником Санта-Мария-делла-Паче);
- Винченцо Макулани, O.P. — (10 февраля 1642 — 16 февраля 1667, до смерти);
- Иннико Караччоло старший — (18 июля 1667 — 30 января 1685, до смерти);
  - вакантно (1685 — 1690);
- Фердинандо д’Адда — (10 апреля 1690 — 2 января 1696, назначен кардиналом-священником Санта-Бальбина);
- Томмазо Мария Феррари, O.P. — (2 января 1696 — 20 августа 1716, до смерти);
  - вакантно (1716 — 1722);
- Аннибале Альбани — (6 июля 1722 — 24 июля 1730, in commendam 24 июля 1730 — 21 октября 1751, до смерти);
- Козимо Империали — (10 декабря 1753 — 12 февраля 1759, назначен кардиналом-священником Санта-Чечилия);
- Джованни Франческо Альбани — (12 февраля 1759 — 21 июля 1760, назначен кардиналом-епископом Сабины);
- Карло Реццонико младший — (24 января 1763 — 14 декабря 1772, назначен кардиналом-священником Сан-Марко);
- Франческо Карафа делла Спина ди Траэтто — (26 апреля 1773 — 15 сентября 1788, назначен кардиналом-священником Сан-Лоренцо-ин-Лучина);
- Стефан Борджиа — (3 августа 1789 — 23 ноября 1804, до смерти);
  - вакантно (1804 — 1816);
- Бенедетто Наро — (8 марта 1816 — 6 октября 1832, до смерти);
- Бенедетто Каппеллетти — (2 июля 1832 — 15 мая 1834, до смерти);
- Франческо Канали — (1 августа 1834 — 11 апреля 1835, до смерти);
- Пьетро Остини — (21 ноября 1836 — 3 апреля 1843, назначен кардиналом-епископом Сабины);
- Антонио Мария Кадолини, C.R.S.P. — (22 июня 1843 — 1 августа 1851, до смерти);
- Доменико Луччарди — (18 марта 1852 — 13 марта 1864, до смерти);
- Анри-Мари-Гастон де Буонорман де Боншоз — (22 сентября 1864 — 28 октября 1883, до смерти);
- Гульельмо Санфеличе д’Аквавелла, O.S.B.Cas. — (27 марта 1884 — 3 января 1897, до смерти);
- Гийом-Мари-Ромен Суррьё — (24 марта 1898 — 16 июня 1899, до смерти);
- Дженнаро Портанова — (22 июня 1899 — 25 апреля 1908, до смерти);
- Уильям Генри О’Коннелл — (30 ноября 1911 — 22 апреля 1944, до смерти);
- Джон Джозеф Гленнон — (22 февраля 1946 — 9 марта 1946, до смерти);
- Йоханнес де Йонг — (12 октября 1946 — 8 сентября 1955, до смерти);
- Амлето Джованни Чиконьяни — (18 декабря 1958 — 23 мая 1962, назначен кардиналом-епископом Фраскати);
- Лоуренс Джозеф Шиэн — (22 февраля 1965 — 26 августа 1984, до смерти);
- Адрианус Йоханнес Симонис — (25 мая 1985 — 2 сентября 2020, до смерти);
- Арриго Мильо — (27 августа 2022 — по настоящее время).